# Sindrome di Freeman-Sheldon
La sindrome di Freeman-Sheldon è una malattia genetica molto rara che colpisce il tessuto connettivo; essa rappresenta una delle forme più gravi di artrogriposi.

## Epidemiologia e storia
L'incidenza della patologia, descritta per la prima volta nel 1938 da Ernest Arthur Freeman e da Joseph Harold Sheldon, è inferiore a un caso su un milione di nati vivi.

## Eziologia
Responsabile della sindrome è una mutazione del gene MYH3 posizionato sul braccio corto del cromosoma 17, in corrispondenza del locus genico p13.1. Mutazioni a carico dello stesso gene, in altri casi, sono causa della sindrome di Sheldon-Hall.

## Quadro clinico
Il fenotipo peculiare della malattia è costituito da tratti dismorfici diffusi: anomalie morfologiche del volto, bocca piccola (microstomia), appiattimento del solco nasolabiale, forma arrotondata del contorno delle labbra, ipoplasia dell'ala nasale; si manifestano inoltre alterazioni morfologiche e funzionali del palato (con anomalie nella fonazione), contratture multiple delle dita (camptodattilia) con flessione spontanea del gomito (deviatio ulnaris), piede torto.